# Большой меченосый древолаз
Большой меченосый древолаз (лат. Xiphocolaptes major) — вид птиц из семейства печниковых. Выделяют четыре подвида. Эти птицы преимущественно насекомоядны, но также от случая к случаю употребляют в пищу мелких позвоночных.

## Распространение
Обитают в Аргентине, Боливии, Бразилии и Парагвае. Естественной средой обитания этих птиц являются субтропические или тропические сухие леса, а также субтропические или тропические влажные равнинные леса. Они не совершают миграций.

## Описание
Длина тела 27—34 см. Масса тела самцов 120—150 г, самок — 120—162 г. Клюв длинный и тяжёлый.
МСОП присвоил виду охранный статус LC.